# Leonard Mlodinow
Leonard Mlodinow (n. 26 noiembrie 1954, Chicago, Illinois, SUA) este un scenarist si autor de știință popularizată.
Mlodinow s-a născut în Chicago, Illinois, din părinți care au supraviețuit lagărului hitlerist.
Tatăl său, care a petrecut mai mult de un an în lagărul de concentrare de la Buchenwald, a fost un lider în rezistența evreiască în orașul său natal din Częstochowa, în Germania nazistă Polonia ocupată.
Copil, fiind, Mlodinow era interesat atât de matematică și chimie iar în liceu a fost îndrumat către chimia organică de un profesor de la Universitatea din Illinois.